# TSP
Протокол Штампу Часу або Time Stamp Protocol — це криптографічний протокол, що дозволяє передавати позначку значення часу. Значення часу із позначки використовується для перевірки чинності сертифіката на момент Підпису.
Протокол TSP це протокол типу запит-відповідь. Весь обмін полягає в двох повідомленнях. Клієнт TSP посилає запит на позначку часу до Серверу TSP, а Сервер TSP повертає відповідь, що містить позначку часу, або не містить її у разі помилки. Запит на позначку часу до Серверу TSP містить хеш значення від Документа.
Відповідь Серверу TSP — це позначка часу та хеш значення від Документу. Час запиту на отримання позначки часу від Серверу TSP та хеш значення від Документу зберігається у базі даних Серверу TSP, та може бути використаний при судових розглядах.